# Autostrada del Sole
Die Autostrada del Sole oder kurz Autosole (dt.: Autobahn der Sonne) war bis 2016 eine italienische Straßen-Verkehrsachse, die sich von Mailand über die gesamte Apenninhalbinsel bis an die Stiefelspitze bei Reggio di Calabria zog. Sie umfasste die ehemaligen Autobahnen A1 von Mailand nach Rom, A2 von Rom nach Neapel und A3 von Neapel nach Reggio Calabria. 
Im Dezember 2016 gab es stärkere Umbenennungen. Als Autostrada del Sole wurde jetzt nur noch die A1 von Mailand nach Neapel bezeichnet, während die neu benannte A2 von Salerno nach Reggio jetzt Autostrada del Mediterraneo heißt.

## Trivia
1981 veröffentlichte Rainhard Fendrich das Lied Strada del Sole, das in seinem Heimatland Österreich rasch zu einem bekannten Sommerhit wurde und im Jahr 2020 vom Popkulturmagazin The Gap im Rahmen des AustroTOP-Rankings auf Platz 14 der „100 wichtigsten österreichischen Popsongs“ gewählt wurde.